# 포정문
포정문(布政門)은 관찰사가 업무를 처리하던 관청인 감영(監營)의 정문을 의미한다. 현재까지 보존 또는 복원된 포정문은 아래와 같다.

## 현존 포정문
- 충청감영 공주 포정문 - 대한민국 충청남도 유형문화재 제93호 (원래 위치에서 다른 곳으로 옮겨진 상태임)
- 경상감영 대구 포정문 - 대한민국 대구광역시 유형문화재 제3호 (원래 위치에서 다른 곳으로 옮겨진 상태임)
- 강원감영 원주 포정문 - 대한민국 사적 제439호 (원래 위치에 있음)

### 복원 포정문
- 충청감영 공주 포정문 - 2018년에 원래 포정문 위치에 복원 (현재 공주시에는 2개의 포정문이 존재하는 상태임)

### 소실 포정문
- 경기감영 포정문 - 일제강점기 때 철거
- 전라감영 전주 포정문 - 일제강점기 때 철거
- 황해감영 해주 포정문 - 일제강점기 때 철거
- 평안감영 평양 포정문 - 일제강점기 때 철거
- 함경감영 함흥 포정문 - 일제강점기 때 철거

포정문은 일반적인 지방 관청(관아)의 정문처럼 3개의 문을 가진 2층 규모의 문루(門樓) 형태로 되어 있었으며, 2층에 'OO포정사', 'OO포정문', 'OO포정아문' 등의 편액(현판)이 걸려 있었다. 이 때문에 문루를 포정루(布政樓), 감영 관아를 포정아문(布政衙門)이라 불렀으며, 때로는 문루 2층 안쪽에 별도의 명칭(편액)이 걸려 있기도 했다.

## 포정문 편액
- 돈의문 밖 경기감영 포정문 : 기보포정사(畿輔布政司)[3]
- 공주 충청감영 포정문 : 미상
- 대구 경상감영 포정문 : 영남포정사(嶺南布政司)
- 전주 전라감영 포정문 : 호남포정사(湖南布政司)
- 해주 황해감영 포정문 : 해서포정문(海西布政門)
- 원주 강원감영 포정문 : 관동포정아문(關東布政衙門)
- 평양 평안감영 포정문 : 관서포정아문(關西布政衙門)
- 함흥 함경감영 포정문 : 관북포정아문(關北布政衙門)

### 기타 포정사 편액
- 충주 충청북도 관찰부 포정문 : 미상[4]
- 진주 경상남도 관찰부 포정문 : 영남포정사(嶺南布政司)[5]
- 광주 전라남도 관찰부 포정문 : 미상[6]
- 영변 평안북도 관찰부 포정문 : 미상[7]
- 경성 함경북도 관찰부 포정문 : 관북포정사(關北布政司)[8]

### 포정문 문루 별칭
- 대구 경상감영 포정문 : 관풍루(觀風樓)
- 전주 전라감영 포정문 : 팔달문(八達門)[9]
- 해주 황해감영 포정문 : 망월루(望月樓)

### 기타 편액
- 공주 충청감영 포정문 : 금남루(錦南樓)[10]
- 원주 강원감영 포정문 : 선위루(宣威樓)[11]

## 같이 보기
- 감영
- 선화당
- 동헌